# Pisang goreng
Pisang goreng – przekąska azjatycka w formie smażonego w głębokim tłuszczu panierowanego banana. Popularna w Azji Południowo-Wschodniej (głównie kuchnie: indonezyjska, malezyjska, singapurska i filipińska).

## Charakterystyka
Smażone banany stanowią powszechną, codzienną przekąskę spożywaną w Indonezji, Malezji (tutaj także pod nazwą kuih kodok), Singapurze i Brunei. Występują w różnych wersjach. Bywają smażone na płytkim oleju lub krojone na kawałki, panierowane w cieście i głęboko smażone na złoty kolor. Na wyspie Bali noszą nazwę godoh biu, a na Jawie gedhang goreng. Są sprzedawane na ulicznych straganach i należą do grupy dań gorengan, czyli indonezyjskich przekąsek smażonych w głębokim tłuszczu. Na życzenie klientów danie jest serwowane w formie posypanej cukrem pudrem i cynamonem, skropione czekoladą lub w towarzystwie dżemów albo lodów.
Podobna potrawa na bazie bananów jest obecna także na Filipinach (jako maruya).

## Galeria

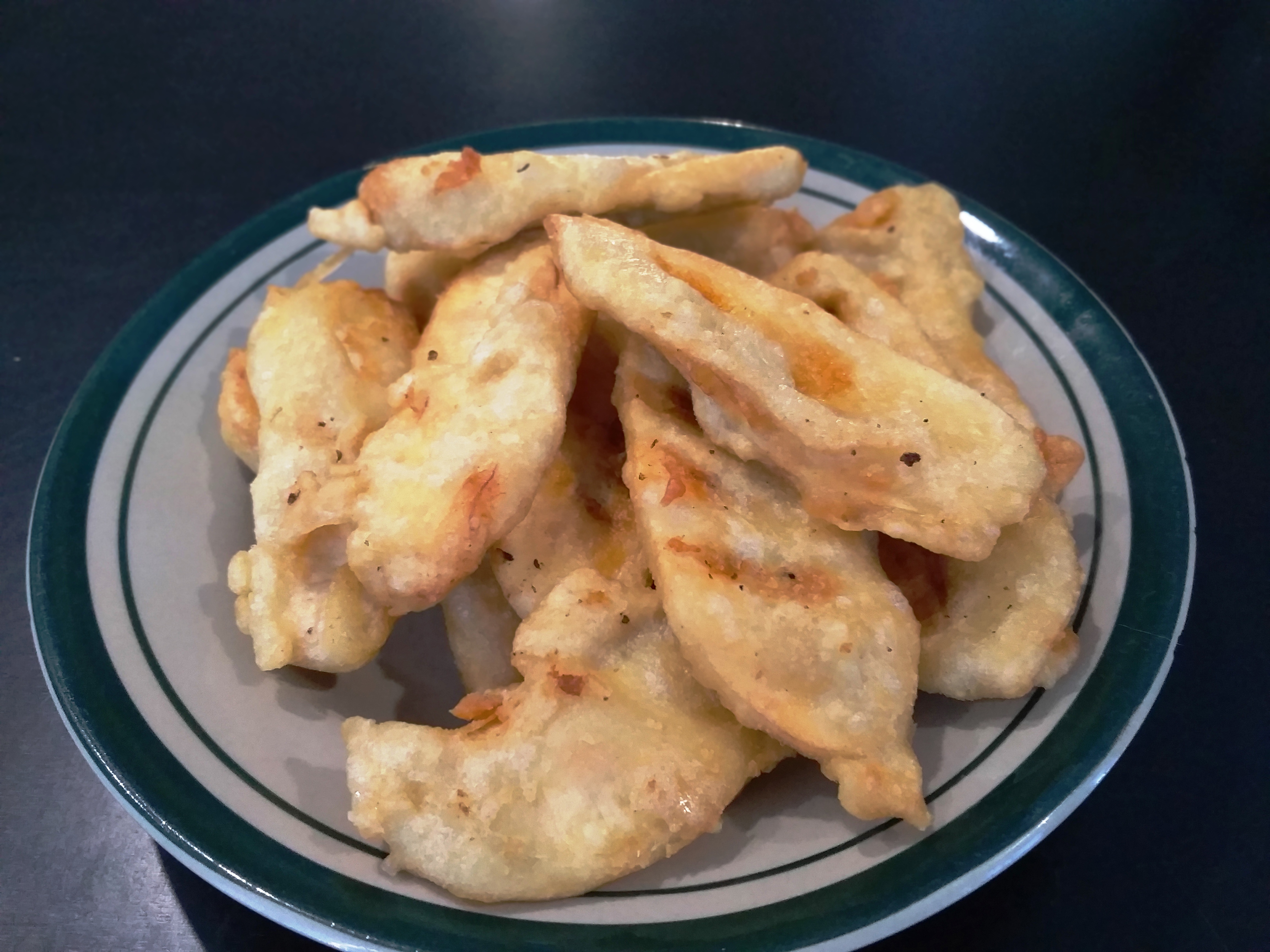
Talerz bananów w Indonezji
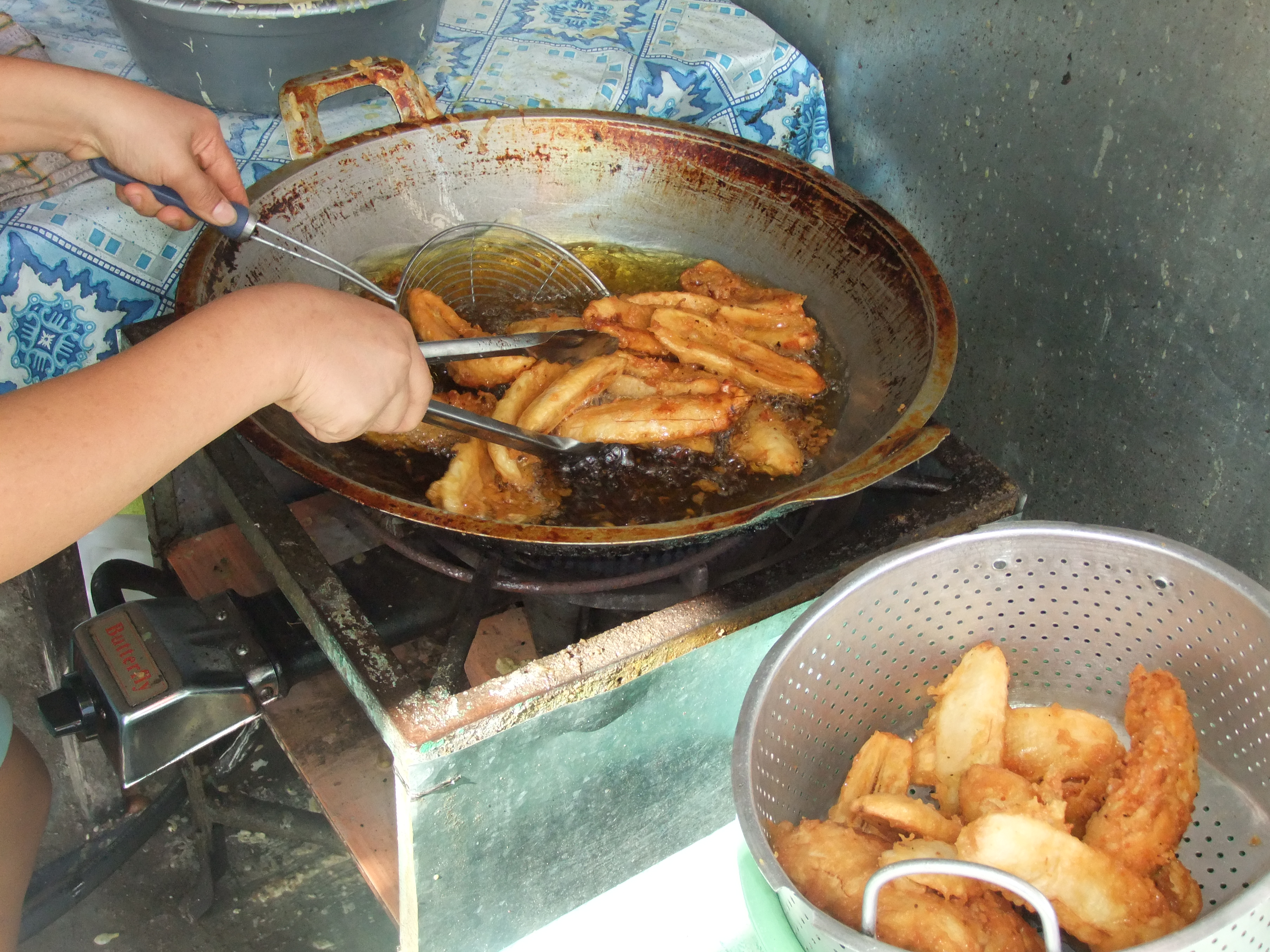
Przygotowanie potrawy w Rantepao